# Дедковы
Дедковы (Детковы) — древний русский дворянский род.
Род внесён в дворянскую родословную книгу Калужской губернии.

## История рода
Псковитянин Исидор Дедков послан Псковом в Литву для заключения мира с Витовтом (1410).
Губа Дедков сын боярский (1533). Иван Васильевич вёрстан новичным окладом по Бежецкому Верху (1596).
Псковский гость Михаил Дедков упоминается (1606). Иван Дедков подьячий (1614), дьяк Челобитного приказа (1628), дьяк Разрядного приказа (1637). Яким Иванович вёрстан новичным окладом по Переславлю-Залесскому (1628). Сыны боярские: Семён (1647), Матвей по Тобольску (1684).